# Peter Hartz

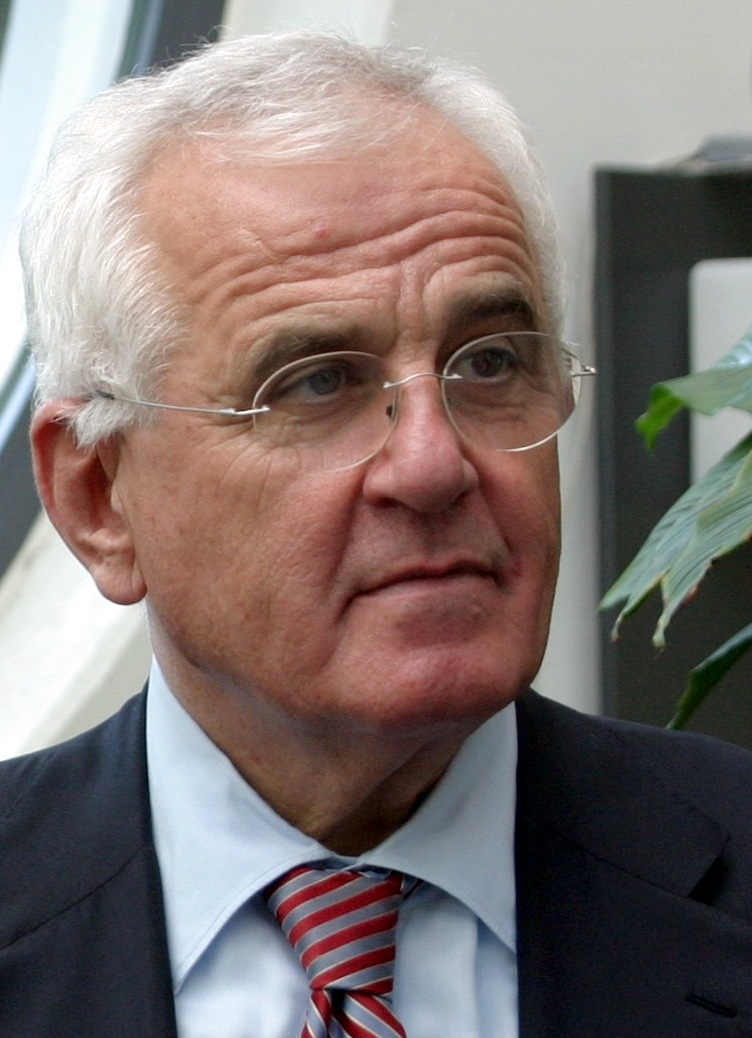

Peter Hartz (ur. 9 sierpnia 1941 w St. Ingbert) – niemiecki menedżer. Od roku 1993 do lipca 2005 pełnił funkcję członka zarządu ds. personalnych w Volkswagen AG. Był głównym twórcą pakietu reform rynku pracy w Niemczech, zwanego od jego nazwiska pakietem reform Hartza (Hartz-Konzept). Od jego nazwiska pochodzi potoczna nazwa zasiłku socjalnego Hartz IV. Jest członkiem SPD oraz IG Metall. W 2002 odznaczony Federalnym Krzyżem Zasługi.